# کمبرن آ
کمبرن آ (به انگلیسی: Cembrene A) با فرمول شیمیایی C20H32 یک ترکیب شیمیایی با شناسه پاب‌کم 79057 است. که جرم مولی آن ۲۷۲٫۴۷ گرم بر مول می‌باشد.